# チェチェン共和国の行政区画
チェチェン共和国の行政区画（チェチェンきょうわこくのぎょうせいくかく）では、ロシア連邦、チェチェン共和国の行政区画について記述する。

## 行政区画

チェチェン共和国の行政区画

チェチェン共和国は2つの都市管区、15の地区(3つの都市型集落218の農村集落を含む)から構成される。
- ’都市管区' (チェチェン共和国の管轄下)
  - グロズヌイ都市管区 (Грозный) (行政中心地)
  - アルグン都市管区 (Аргун)

- 地区(ラヨン)
  - アチホイ＝マルタン地区 (Ачхой-Мартановский)
  - ヴェデノ地区 (Веденский)
  - グロズヌイ地区 (Грозненский)
  - グデルメス地区 (Гудермесский)
  - イトゥム＝カレ地区 (Итум-Калинский)
  - クルチャロイ地区 (Курчалоевский)
  - ナドテレク地区 (Надтеречный)
  - ナウルスカヤ地区 (Наурский)
  - ノジャイ＝ユルト地区 (Ножай-Юртовский)
  - スンジャ地区 (Сунженский)
  - ウルス＝マルタン地区 (Урус-Мартановский)
  - シャリ地区 (Шалинский)
  - シャロイ地区 (Шаройский)
  - シャトイ地区 (Шатойский)
  - シェルコフスカヤ地区 (Шелковской)